# Hans Dieter Heimendahl

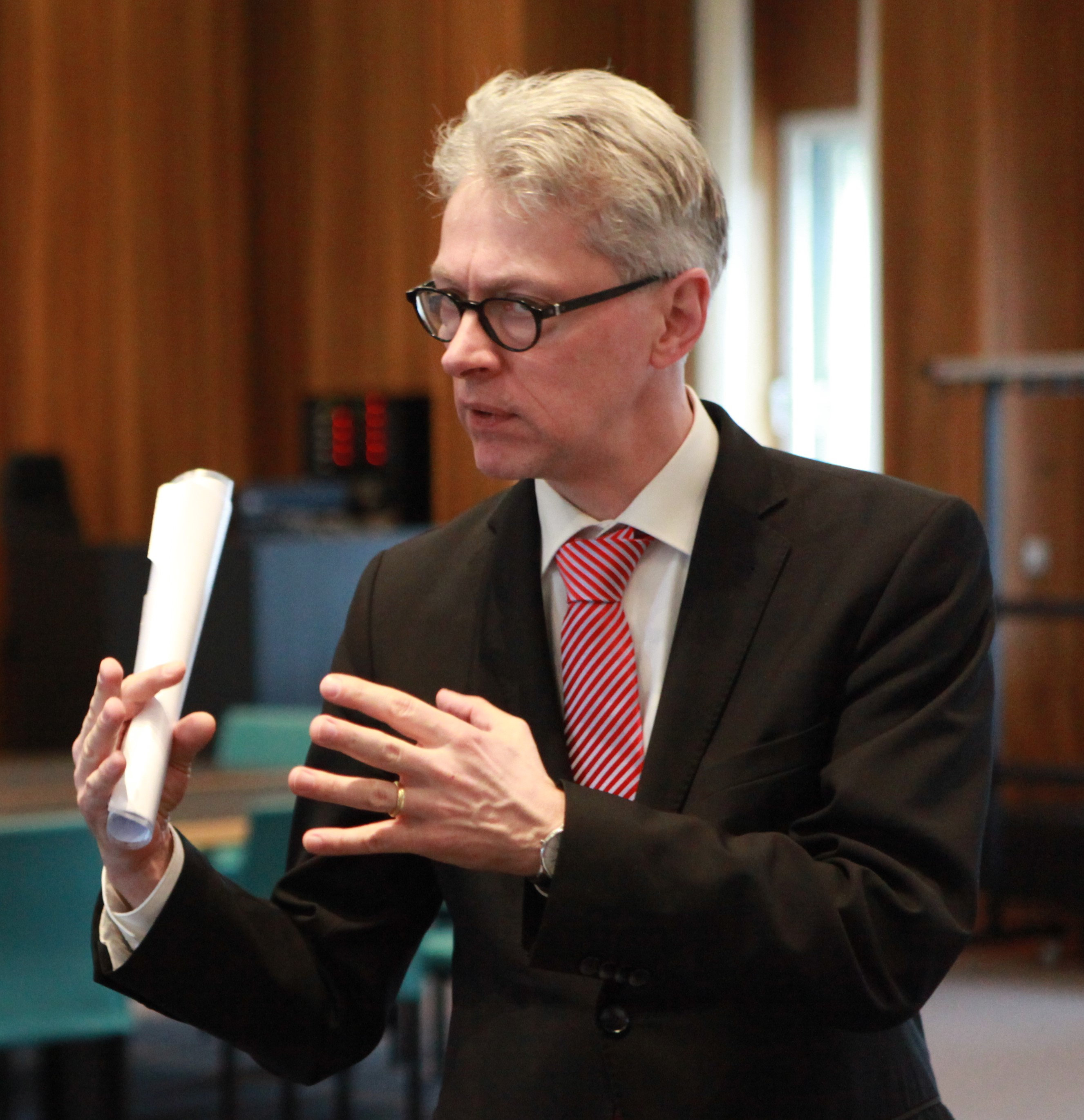
Hans Dieter Heimendahl (2016)

Hans Dieter Heimendahl (* 1965 in Bremen) ist ein deutscher Journalist.

## Leben
Heimendahl studierte Philosophie und Germanistik an der Freien Universität Berlin und an der Cornell University in New York. Im Jahr 1988 schloss er dort sein Studium mit einem Master of Arts ab. Lehraufträge an der FU Berlin schlossen sich an, wo Hans Dieter Heimendahl 1995 bei Hans-Jürgen Schings mit einer Arbeit über Thomas Mann promoviert wurde. In dieser Zeit war er Stipendiat der Studienstiftung des deutschen Volkes.
Seitdem war Heimendahl für mehrere Rundfunksender und Zeitungen, darunter das Deutschlandradio, die Süddeutsche Zeitung, die Berliner Zeitung und die taz, journalistisch tätig. Nach einem Volontariat beim Sender Freies Berlin war er dort ab 1998 als Redakteur für die Programme Radio Kultur und Radio Multikulti beim SFB und beim ORB beschäftigt. 1999 wurde er Redakteur und Moderator beim „Journal am Morgen“ von Radio Bremen, wo er seit 2001 stellvertretender Programmdirektor Hörfunk war. Er war dort auch für die Medienforschung zuständig und vertrat den Sender in der Hörfunkkommission der ARD. Von 2007 bis 2010 war Heimendahl Programmleiter des Nordwestradio.
Im Februar 2012 beschloss der Verwaltungsrat des Deutschlandradios auf Vorschlag des Intendanten Willi Steul, dass Hans Dieter Heimendahl ab April 2012 als Nachfolger von Wolfgang Hagen Leiter der Hauptabteilung Kultur von Deutschlandradio Kultur wird. Seit 2016 war er Leiter des Programms, das inzwischen in Deutschlandfunk Kultur umbenannt wurde. Zum 1. April 2020 wurde er dort als Programmchef abgelöst und ist seitdem neuer Kulturkoordinator für Deutschlandradio.
Hans Dieter Heimendahl ist verheiratet.